# コロンビア号空中分解事故

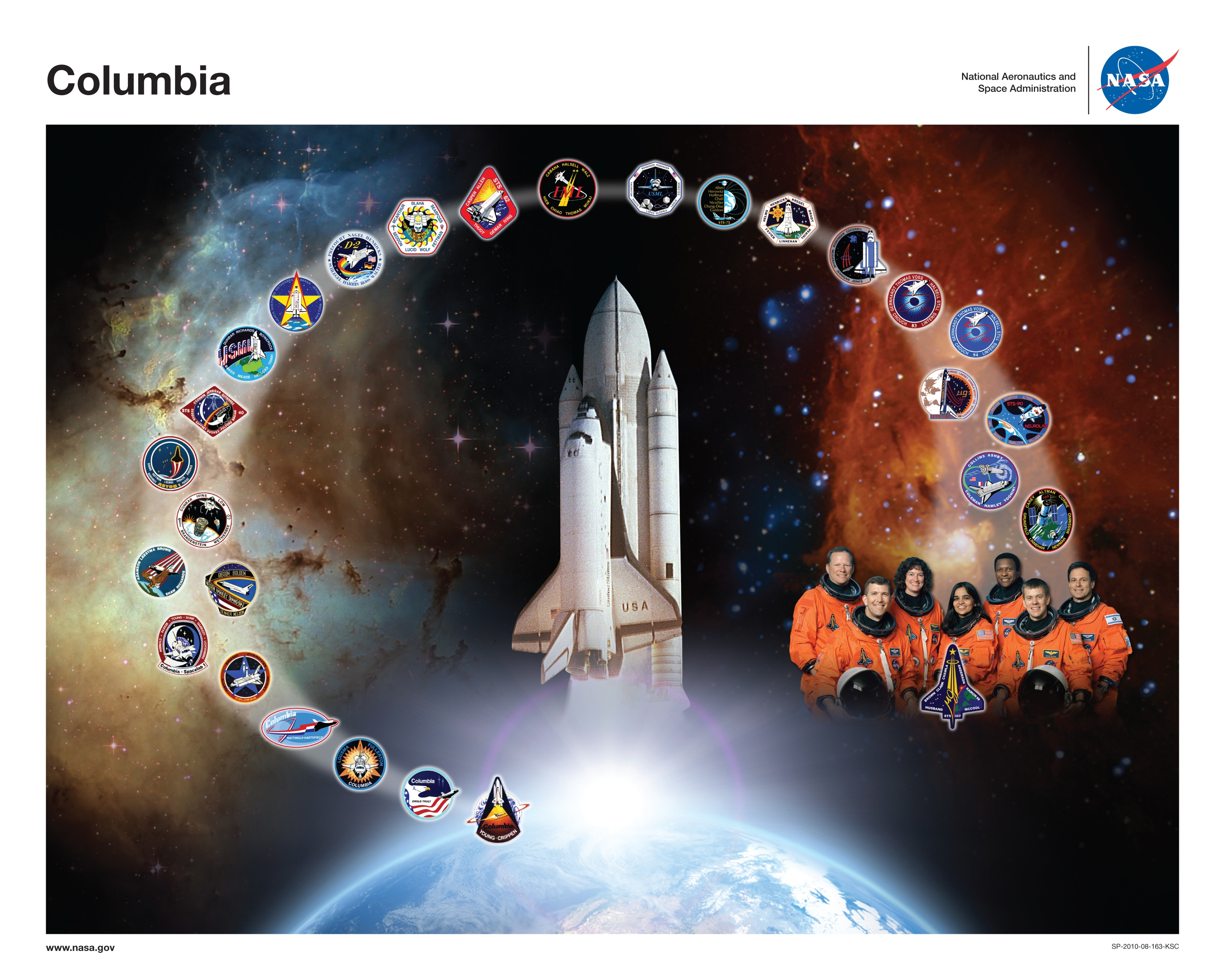
コロンビア号のNASAオービタートリビュート（ケネディ宇宙センター）

コロンビア号空中分解事故（コロンビアごうくうちゅうぶんかいじこ）は、2003年2月1日、アメリカ合衆国の宇宙船スペースシャトル「コロンビア号」が大気圏に再突入する際、テキサス州とルイジアナ州の上空で空中分解し、7名の宇宙飛行士が犠牲になった事故である。コロンビアは、その28回目の飛行であるSTS-107を終え、地球に帰還する直前であった。

## 原因等の概説
事故原因は、発射の際に外部燃料タンク（External Tank, ET）の発泡断熱材が空力によって剥落し、手提げ鞄ほどの大きさの破片が左主翼前縁を直撃して、大気圏再突入の際に生じる高温から機体を守る耐熱システムを損傷させたことだった。コロンビアが軌道を周回している間、技術者の中には機体が損傷しているのではないかと疑う者もいたが、NASAの幹部は仮に問題が発見されても出来ることはほとんどないとする立場から、調査を制限した。
NASAによるシャトルの元々の設計要件定義では、外部燃料タンクから断熱材などの破片が剥落してはならないとされていた。従って、シャトルが破片で損傷するような事態は、本来はそもそも発射が許可される前に解決されていなければならない安全上の問題である筈だった。しかしながら、技術者たちは破片が剥落し機体に当たるのは不可避かつ解決不能と考えるようになったので、破片の問題は安全面で支障を及ぼさないかもしくは許容範囲内のリスクであるとして、発射はしばしば許可された。大半の打ち上げにおいて剥落した断熱材の衝突による耐熱タイルの損傷が記録されていた。
2つ前の打ち上げであるSTS-112においては、断熱材の塊が外部燃料タンクのバイポッド・ランプから剥落し、左側の補助固体燃料ロケット（SRB） の後尾付近にある SRB－外部燃料タンク間の接続リングを直撃して、幅4インチ深さ3インチの凹みを発生させた。そのミッション後に状況は調査されたが、NASAは破片問題について「外部燃料タンクは安全に飛行可能であり、新たな問題（やリスクの増大）はない」 としてこれを容認する判断を示した。この判断は後にコロンビア号が軌道上に居た間にも再検討され、ミッション管理班 （MMT） 議長のリンダ・ハムは「当時も今も（危険性の）根拠は乏しい」としてこれを追認した。ハムの他にシャトル計画責任者であるロン・ディッテモアも2002年10月31日の会議に参加しており、その場でこの打上決行が決定された。
STS-107が大気圏に再突入した際、損傷箇所から高温の空気が侵入して翼の内部構造体が破壊され、急速に機体が分解した。事故後にテキサス州、ルイジアナ州、アーカンソー州で行われた大規模な捜査により、搭乗員の遺体と機体の残骸が多数回収された。
シャトルの113回目の飛行であるSTS-107は、2001年1月11日に打ち上げられる予定だったが、2年間に18回も延期され、実際に発射されたのは2003年1月16日のことであった（そのため、この前の飛行計画の番号はSTS-113となっている）。最後の遅延の原因は、発射予定日の2002年7月19日の1か月前に燃料供給システムに亀裂が発生したことであったが、コロンビア号事故調査委員会（Columbia Accident Investigation Board, CAIB）は、このことがその6か月後に発生した惨事に直接の影響を与えたことはないと断定している。
CAIBはNASAに対し、技術および組織的運営の両面における改善を勧告した。シャトルの飛行計画はこの事故の影響で、チャレンジャー号爆発事故の時と同様に2年間の停滞を余儀なくされた。国際宇宙ステーション（International Space Station, ISS）の建設作業も一時停止され、STS-114で飛行が再開されるまで物資の搬送は29か月間、飛行士の送致はSTS-121が発射されるまで41か月間、完全にロシア連邦宇宙局に頼ることとなった。

## 搭乗員

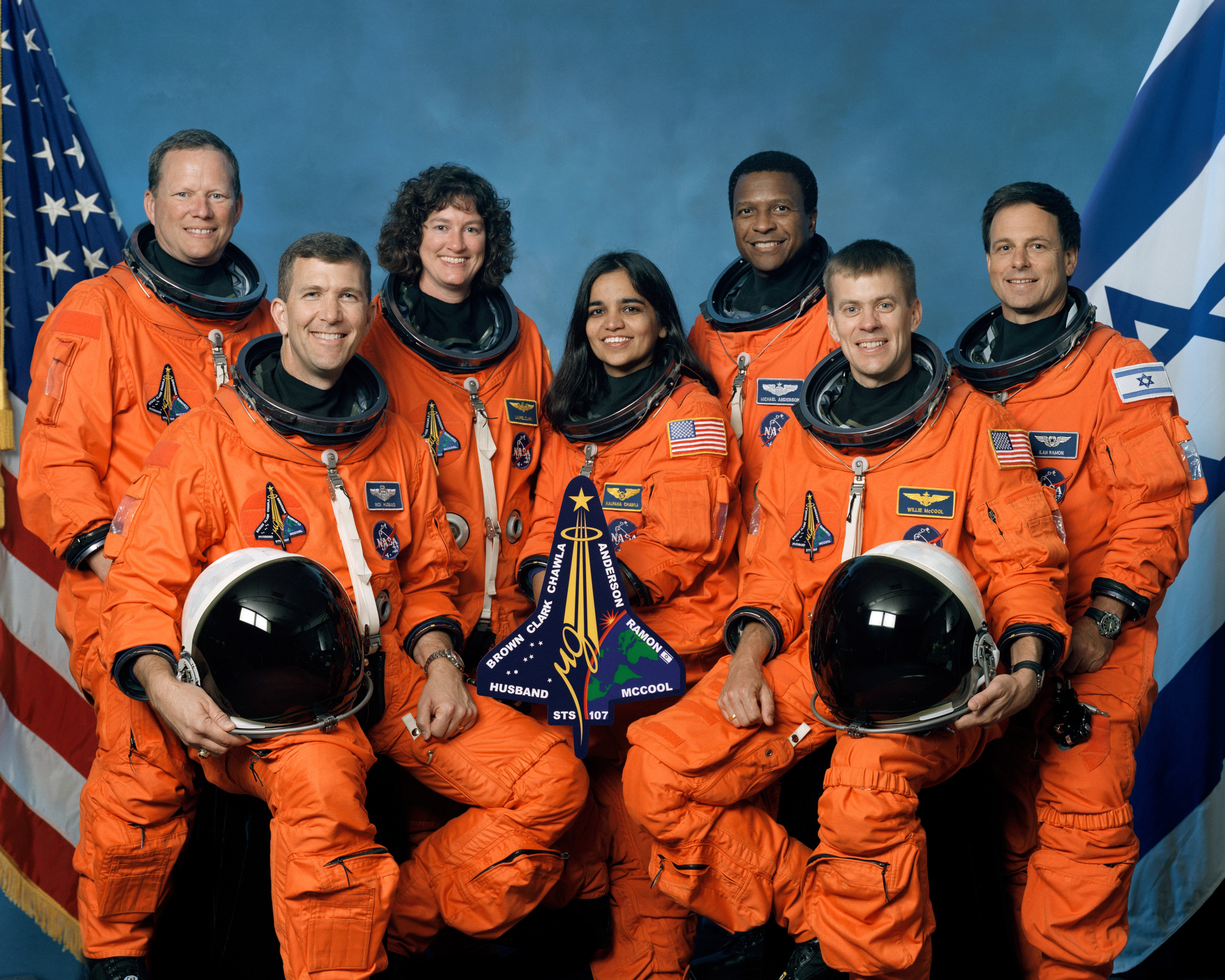
STS-107の搭乗員たち。左からブラウン、ハズバンド、クラーク、チャウラ、アンダーソン、マッコール、ラモーン

- 機長：リック・ハズバンド（Rick D. Husband）。 空軍大佐、機械工学者。STS-96では国際宇宙ステーションとのドッキング作業を行った。
- 軌道船操縦士：ウィリアム・マッコール（William C. McCool）。 海軍中佐。
- 搭載物指揮官（ペイロード・コマンダー）：  マイケル・アンダーソン（Michael P. Anderson）。 空軍中佐、物理学者。化学実験を担当。
- 搭載物担当技術者（ペイロード・スペシャリスト）：イラン・ラモーン（Ilan Ramon）。 イスラエル空軍大佐。イスラエル人初の宇宙飛行士。
- 搭乗運用技術者（ミッション・スペシャリスト）：カルパナ・チャウラ（Kalpana Chawla）。インド出身の航空宇宙工学者。今回が2度目の飛行。
- 搭乗運用技術者： デイビッド・ブラウン（David M. Brown）。海軍大佐、軍医。数多くの科学実験を担当。
- 搭乗運用技術者：ローレル・クラーク（Laurel Clark）。海軍大佐、軍医。数多くの生体実験を担当。

## 機体を直撃した断熱材の破片

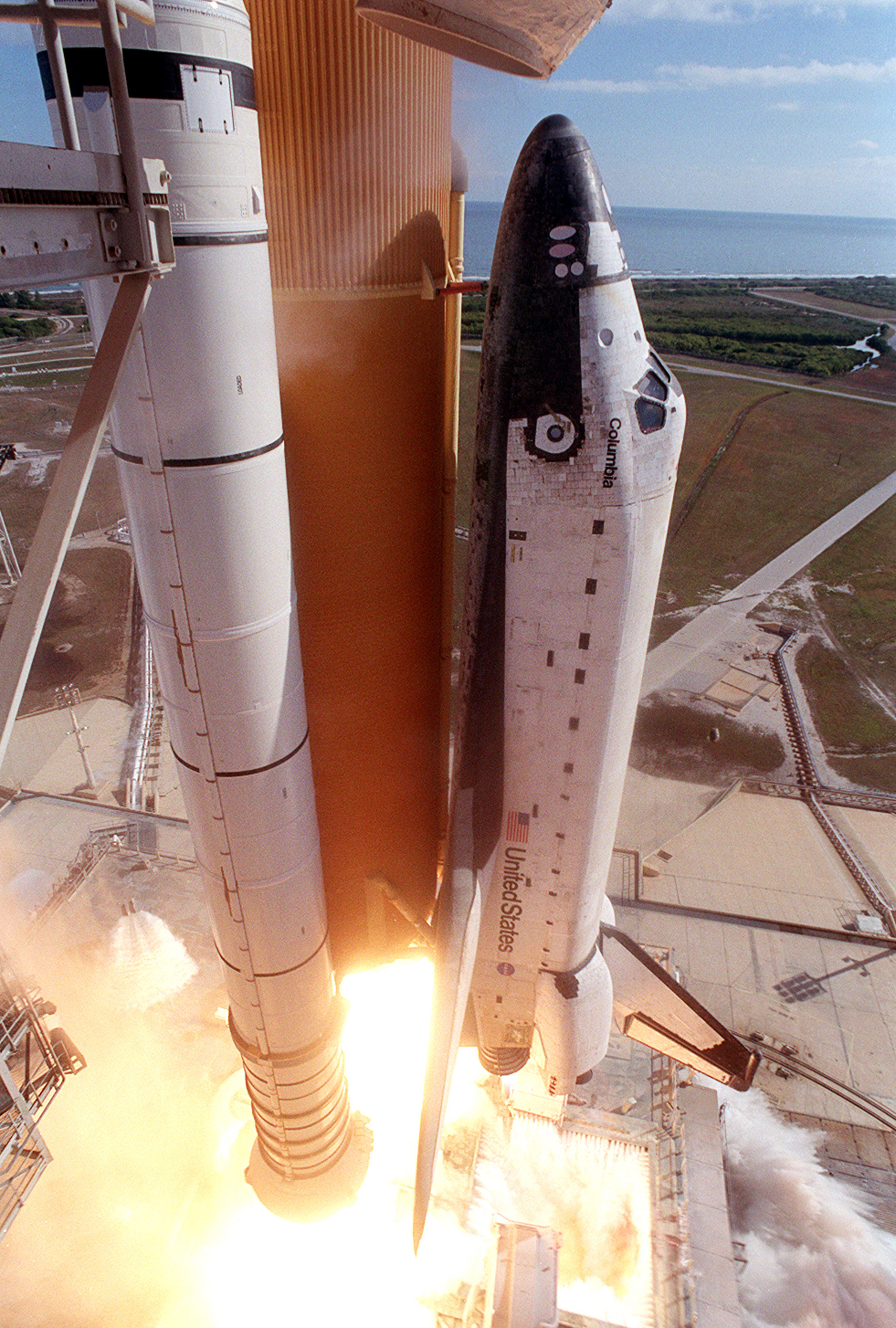
最後の飛行へと向かうコロンビア号。軌道船機首部分、外部燃料タンクとの接続部分の根本に見える白い三角形が左側バイポッド・ランプ[http://science.ksc.nasa.gov/shuttle/missions/sts-107/movies/sts-107-launch.rm Video

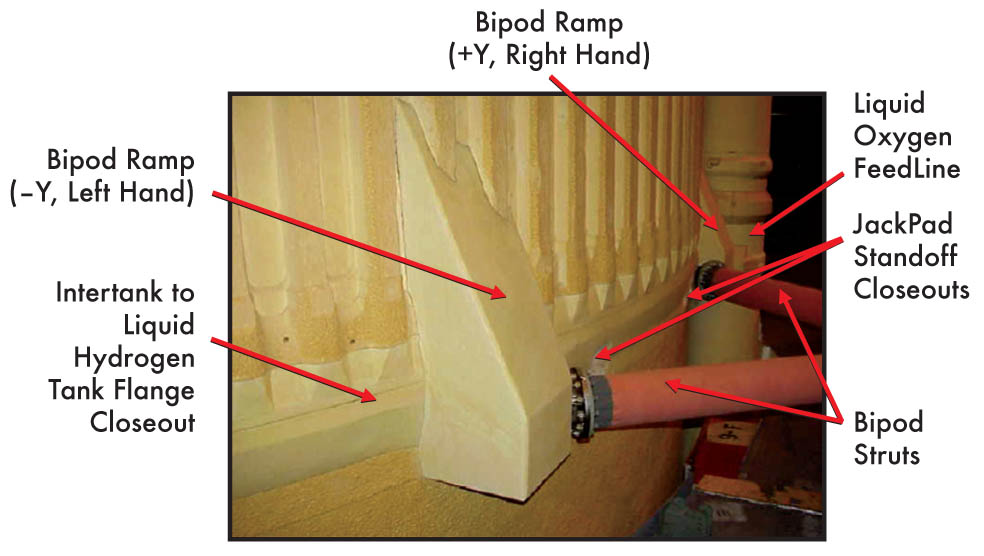
コロンビア号の主翼を破損させた、左側バイポッド・ランプの近接写真。写真左の台形に突出した部位がバイポッド・ランプである。

コロンビア号がケネディ宇宙センター39番発射台を飛び立ってからおよそ82秒後、外部燃料タンク（ET）からスーツケースほどの大きさの断熱材の破片が剥落し、左側主翼の強化カーボン=カーボン（Reinforced Carbon-Carbon, RCC）の耐熱保護パネルを直撃した。後にコロンビア号事故調査委員会（CAIB）が行った実験によれば、これによってパネルには直径15 - 20センチメートルの穴が開き、大気圏再突入の際に高温の空気が翼の構造内に入り込むことになった。なお、この時の軌道船の高度はおよそ66,000フィート（20キロメートル）で、速度はマッハ2.46（秒速840メートル、時速3,024km）であった。
左側バイポッド・ランプは全体が発泡断熱材（Spray-On Foam Insulation, SOFI）で作られている1メートルほどの大きさの部品で、金属部分を覆うものである。断熱材それ自体は機体を支持する構造物とは見なされておらず、また空力負荷に耐えられるものであることを要求されている。このような特殊な性質のために、ランプを取りつけたり点検したりする作業は専門の技術者でなければ行ってはいけないことになっている。ETは燃料の液体水素や酸化剤の液体酸素を充填した際、空気中の水蒸気が凝固して氷となって表面にこびりつき、それが離陸の時の衝撃で落下して機体を傷つけることのないよう、全体がオレンジ色の断熱材で覆われている。バイポッド・ランプ（左側と右側に2つある）はそもそもはETと軌道船の接続部分の空力負荷を減少させるために設計されたものだが、事故後に行われた実験で必要ないことが証明されたため、STS-107後の飛行からは取り除かれることになった（ET外壁に設置されている液体酸素供給管の断熱材も破片の剥落の大きな原因になっていたが、複合的な実験や分析の結果、無くても安全であることが明らかになったため取り除かれた）。
バイポッド・ランプの断熱材は、これ以前のSTS-7（1983年）、STS-27（1988年）、STS-32（1990年）、STS-50（1992年）、STS-52（1992年）、STS-62（1994年）などの飛行で、一部または全部が脱落するのが何度も目撃されてきた。また空力負荷突起（Protuberance Air Load, PAL）ランプの断熱材も同様にはがれ落ちたり穴が開いたりするのが観測されてきた。少なくともある1回の剥落では機体に深刻な損傷はなかった。いつしかNASAはこの現象を「剥落流」と呼び、シャトルの飛行につきものの現象であると見なすようになった。チャレンジャー号事故で最終的に大惨事を招くことになったOリングの欠陥の問題と同様に、これらの現象についてNASA幹部の間ではそれまで重大な結果が発生せずに来たことから慣れが生じた。社会学者ダイアン・ヴォーン（Diane Vaughan）は、チャレンジャー号の発射決定過程に関する著書の中で、この現象を「逸脱の標準化（normalization of deviance）」と呼んだ。
STS-107の打ち上げを撮影したビデオは、通常通り2時間後に検査されたが、何ら異常は見受けられなかった。翌日、夜間に現像されたより高解像度のフィルムにより、破片が左翼に衝突し、シャトルの耐熱材が損傷を受けた可能性が明らかになった。しかしこの時点では、追跡映像の解像度が足りず衝突箇所の特定には至っていない。

## 飛行の危機管理
チャレンジャー号事故の際の危機管理シナリオと同様に、NASA の管理機構は技術陣の懸念と安全性との関連を正しく認識できなかった。2つ例を挙げれば、まず損傷有無を調べるために映像が欲しいという技術陣からの依頼を真面目に取り合わず、次に技術陣からの飛行士たちによる左翼の検査がどうなっているかという照会にも答えなかった。技術陣は国防総省に対し正確な損傷評価のために軌道上のシャトルを撮影するよう 3回にわたって要求した。それらの写真で損傷を把握できる保証は無かったが、有意味な検査を行える程度の解像度で撮影を実施する能力自体は存在していた。しかし、NASAの管理機構は依頼を真面目に取り合わず、国防総省への支援要請を中止した。
事故調査委員会は、事故後の報告書にて、国家画像地図局との協定を変更し、軌道周回中の機体撮影を標準要求にするよう勧告している。
リスク評価の過程全般を通じて、NASAの上層部は熱保護システム（Thermal Protection System, TPS）に損傷が発見されたところで何も打つ手はないと信じていたため、調査の迅速性や徹底性、不測の事態への対処方針など、何事につけても態度が甘かった。彼らは、各種パラメータを考慮した仮想シナリオ研究を行うことにしたが、これは未来事象のリスク確率評価に適したものであって、具体的な損傷を検査し評価しようとはしなかった。調査報告書は、この件に関して特にリンダ・ハム （en:Linda Ham） 飛行計画総合監督官の態度を問題として取り上げている（リンダ・ハムは、調査報告書公表後、降格され、スペースシャトルプロジェクトから外される配置換えを受けたがその後復帰した）。
リスク評価のほとんどは、熱保護システムに関して予想される損傷如何にかかっていた。これは大別して2つに分けられる。1つ目は主翼下面に貼られているシリカ製タイルの損傷であり、2つ目は強化カーボン＝カーボン（RCC）製の主翼前縁パネルの損傷である（シャトルの熱保護システムには3つ目の構成要素として断熱シートがあるが、通常は損傷予測の対象にはならない。断熱シートの損傷評価は何か問題が起きて初めて実施されるもので、実際に少なくとも一度、コロンビア号喪失後の飛行再開ミッションの後で実施された）。
耐熱タイルと RCC の損傷を評価するため、損傷予測ソフトウェアが使用された。タイルの損傷を評価するツールは「クレーター」という名前だったが、数人の NASA 関係者がマスコミに語ったところでは、これは実際にはソフトではなく、過去の飛行データを元に作られた統計ワークシートのようなものだった。クレーターは、もし耐熱タイル付近が直撃された場合は複数のタイルが貫通されるという予測を出したが、NASA 技術陣はこの結果を軽視した。結果を見ると、そのモデルでは小さな投射物が衝突した場合の損傷は過大に評価される傾向があったので、それよりも大きな吹き付け式発泡断熱材 （SOFI） が直撃した場合の予測も同様に過大に出るのだろうと技術陣は考えた。このときに RCC の損傷予測に使われたプログラムは、紙巻タバコ一本程度の大きさの氷の衝突を想定しており、より大きな SOFI の衝突は考慮していなかった。この当時までは、RCC パネルに損傷を与える可能性があると考えられていたのは氷だけだったためである。ソフトウェアの予測結果では、SOFI が RCC に衝突する予測経路 15通りのうちの 1つにおいて、氷の塊によって RCC パネルが完全に貫通された。電子メールのやり取りの中で、NASA 幹部は SOFI の密度が低いことを以て、予想被害を割引いて考える根拠として良いか尋ねた。SOFI の素材が伝えるエネルギー量について技術的な懸念があったにもかかわらず、NASA 幹部は結局RCC パネルの予想被害を完全な貫通からパネル表層への僅かな損傷に引き下げる見方を受け容れた。
結局のところ、NASA の計画管理者たちはこの衝突が安全を脅かす状況だったと示す証拠は不十分だと考えたので、破片衝突を「ターンアラウンド」事象（＝帰還後の次回打ち上げスケジュールに影響を与えるが、現在の飛行には影響を与えない事象）と宣言し、国防総省による写真撮影を求める依頼を却下した。

## 空中分解
事故の経過を以下に記す。コロンビアは、予定では午前9時16分（米東部標準時）に着陸するはずであった。
- 2003年2月1日（土曜日）午前2時30分、飛行管制室の帰還担当チームが活動を開始した。

管制室は発射時に左翼で発生した破片の衝突について何も関心を示すことはなく、通常の飛行時と全く同じ手順を踏んで帰還のための作業を開始した。また気象予報士が、シャトル専用訓練機のパイロットの報告に基づいてケネディ宇宙センター周辺の天候を予測した。
- 午前8時00分、管制センターのレロイ・ケイン（LeRoy Cain）帰還担当司令官が、管制室の担当官たちに帰還のためのロケットの逆噴射を行ってもよいかどうかを問うた。

この時点で気象条件は基準どおりのもので、すべての機器は正常であった。
- 午前8時10分、宇宙船通信担当官（Capsule Communicator, CAPCOM）が搭乗員たちに逆噴射の準備をするよう指示を送った。
- 午前8時15分30秒、ハズバンド船長とマッコール飛行士が2機の軌道操縦システム（Orbital Maneuvering System, OMS）ロケットに点火し、逆噴射を開始した。

このとき軌道船はインド洋の上空282kmを、機尾を前方に向け裏返しになった姿勢で飛行していた。逆噴射が実行されたのは軌道255周目のことで、OMSを2分38秒間噴射し、機体を時速2万8,000km（秒速7.8km）から大気圏再突入に必要な速度に減速させた。逆噴射の間、飛行士たちにかかった加速度は0.1Gであった。噴射は全く問題なく終了し、ハズバンド船長は機体を右旋回させ、機首を前方に向け40度ほどの迎角をとり再突入用の姿勢を保持した。

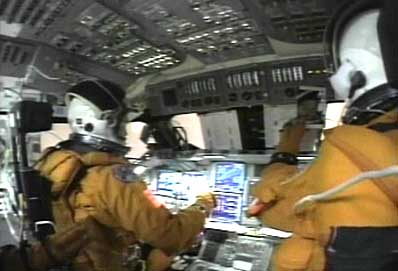
大気圏再突入時の白熱光が、正面の窓の外に見える。

- 午前8時44分09秒（EI+000）、太平洋上空高度約120kmで大気圏に再突入した。宇宙の大気圏の境界が明確でない以上再突入の開始時期も明確に定めることはできないが、以降はこの時刻を基準として「EI（Entry Interface, 突入境界時）+」と記述する。

コロンビアが宇宙空間から大気圏に降下する際、機体（特に主翼前縁）表面の温度は、6分間で約1,370℃に達する。この熱は、しばしば空気との摩擦によるものと説明されるが、正確には、90%以上が急激な空気の断熱圧縮による温度上昇によるものである。
- 午前8時48分39秒（EI+270）、左主翼前縁に設置されたセンサーが、これまでのコロンビアの再突入で観測されたことのないような張力が機体構造の桁に発生するのを計測し始めた。

このデータは、民間旅客機のフライトレコーダーに相当する「機器補助データシステム（Modular Auxiliary Data System）」だけに記録されるもので、地上の管制官や飛行士のモニター上には表示されなかった。
- 午前8時49分32秒（EI+323）、コロンビアは予定されていたプログラムに従い、機体をわずかに右に旋回させた。速度はマッハ24.5（30,012.5km/h、8.34km/s）であった。

機体にかかる熱や降下率を制御するため、軌道をわずかに蛇行させる操作を開始した。
- 午前8時50分53秒（EI+404）、降下中、熱負荷が最大になる10分間に突入した。速度マッハ24.1（29,522.5km/h、8.20km/s）、高度24万3,000フィート（74km）。

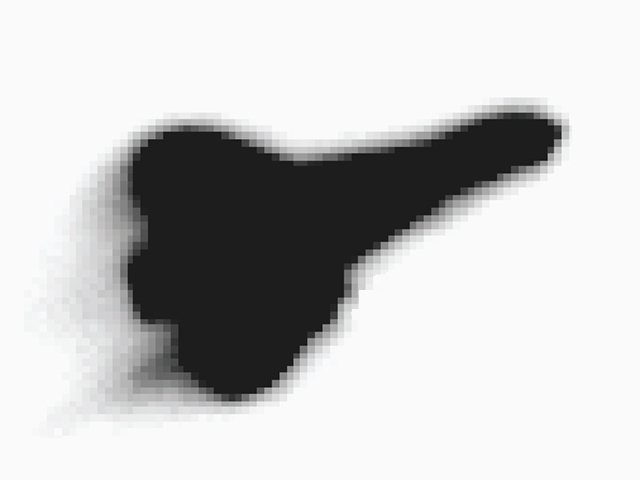
地上から午前8時57分頃に撮影されたコロンビア。左主翼から破片が散り始め、前縁部も変形しているのが確認できる。

- 午前8時52分00秒（EI+471）、カリフォルニア州西海岸まで約480kmの地点に到達。

通常の飛行では、この時点で主翼前縁の温度は1,450℃に達する。
- 午前8時53分26秒（EI+557）、カリフォルニア州西海岸のサクラメント上空を通過。速度マッハ23（28,175km/h、7.83km/s）、高度23万1,600フィート（70.6km）。

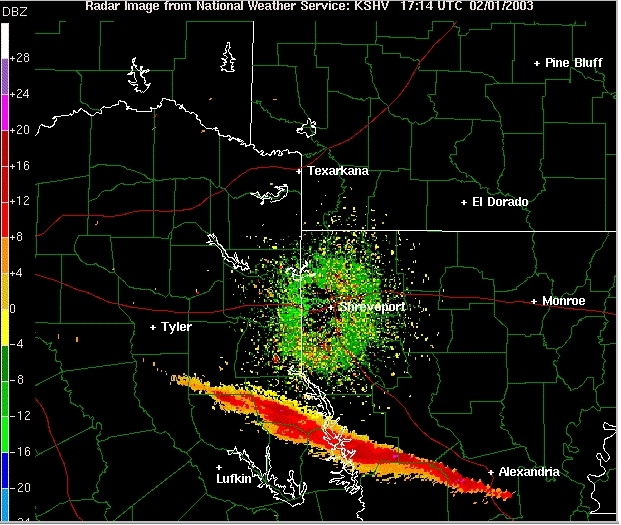
アメリカ国立気象局のレーダーが計測した、テキサス州とルイジアナ州にかけて散乱するコロンビアの残骸（下側の赤、オレンジ色、黄色の部分）。

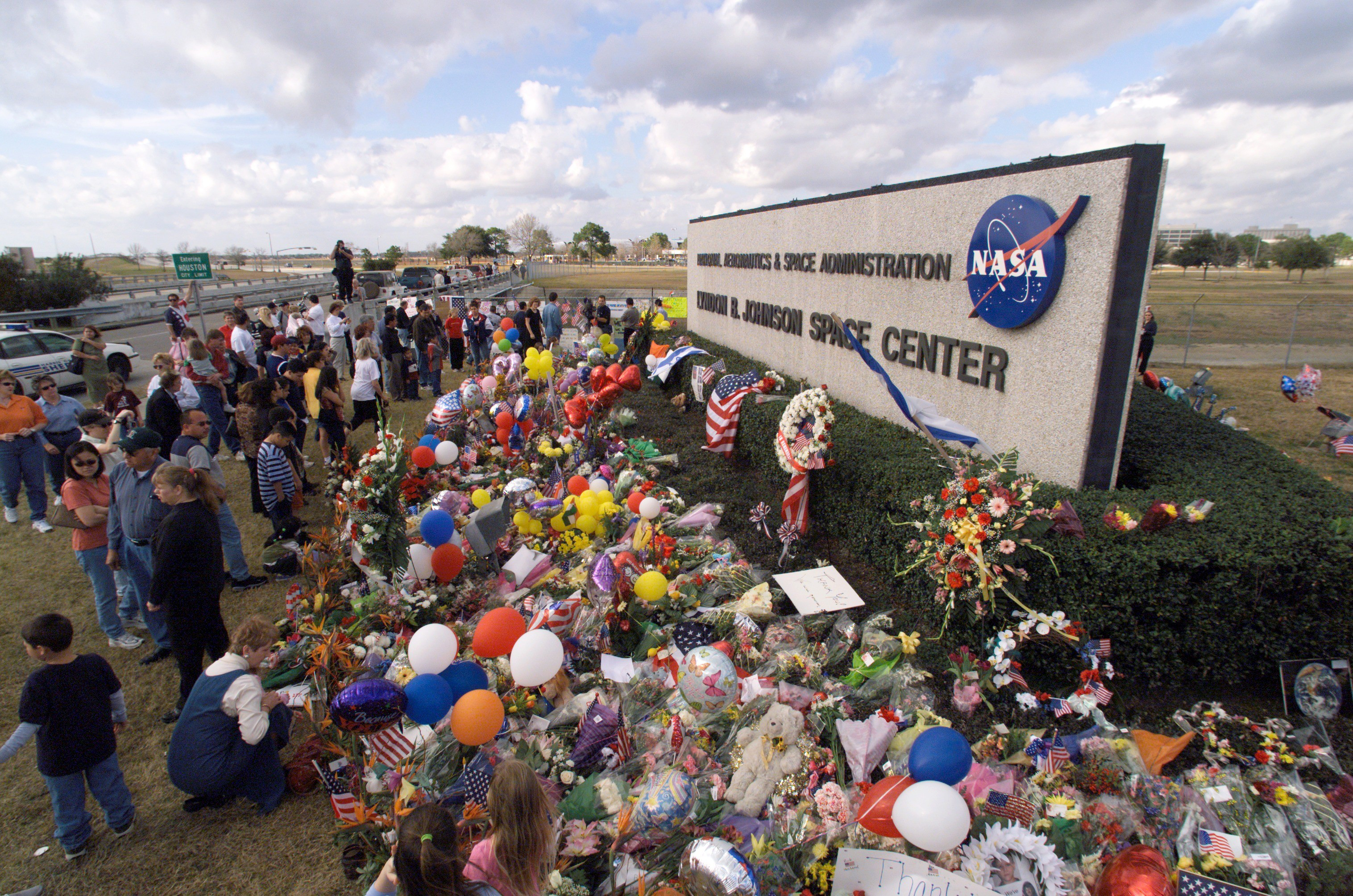
テキサス州ヒューストンのジョンソン宇宙センターで献花する人々

通常の飛行では、この時点で主翼前縁の温度は1,540℃に達する。
- 午前8時53分46秒（EI+577）、地上で見物していた人々の間でも異常が観測されはじめた。速度マッハ22.8（27,930km/h、7.76km/s）、高度23万200フィート（70.2km）。

再突入の様子を撮影していたアマチュアのカメラマンたちは、西海岸の払暁の空の中で軌道船の描く軌跡が突然明るくなるのを観測した。彼らは同じような現象がこの後の23秒間に4回発生するのを目撃し、機体に何か異常が発生したことがはっきり分かったと証言している。
- 午前8時54分24秒（EI+613）、地上のメンテナンス・機器・生命維持装置の担当官（MMACS, Maintenance, Mechanical, and Crew Systems）が飛行司令官に対し、左側主翼の油圧センサーの目盛が「下に振り切れて」いることを報告した。管制室では、この時点においてはすべての手順はまだ正常に進行していた。

目盛が「下に振り切れる」のは、計測される対象物の残量がセンサーの検知能力の下限に達していることを示すが、そのような状態はしばしば対象物が実際に失われることよりも、センサーが故障した（内的または外的要因によって機能を停止した）ことによって発生するものである。
帰還担当チームは、センサーの表示に関する討議を継続した。
- 午前8時54分25秒（EI+614）、コロンビアはカリフォルニア州から	ネバダ州の上空へと達した。速度はマッハ22.5（27,562.5km/h、7.66km/s）、高度は22万7,400フィート（69.3km）であった。

地上で観測していた人々は機体が閃光を発するのを目撃し、同様の現象はこの後の4分間に18回にわたって確認された。
- 午前8時55分00秒（EI+651）、再突入から11分近くが経過。通常の飛行では、主翼前縁の温度は1,650℃に達する。
- 午前8時55分32秒（EI+683）、ネバダ州を通過しユタ州上空に到達。速度マッハ21.8（26,705km/h、7.42km/s）、高度22万3,400フィート（68.1km）。
- 午前8時55分52秒（EI+703）、ユタ州を通過しアリゾナ州上空に到達。
- 午前8時56分30秒（EI+741）、アリゾナ州上空で、機体を右から左にわずかに旋回させる運動を開始した。
- 午前8時56分45秒（EI+756）、アリゾナ州を通過しニューメキシコ州上空に到達。速度マッハ20.9（25,602.5km/h、7.11km/s）、高度21万9,000フィート（67km）。
- 午前8時57分24秒（EI+795）、アルバカーキ北部を通過。
- 午前8時58分00秒（EI+831）、通常の飛行ではこの時点で主翼前縁の温度は1,580℃に低下する。
- 午前8時58分20秒（EI+851）、ニュー・メキシコ州を通過しテキサス州上空に到達。速度マッハ19.5（23,887.5km/h、6.64km/s）、高度20万9,800フィート（63.9km）。

この頃、耐熱タイルが機体からはがれ落ち始めた。テキサス州ラボック（Lubbock）の北西にあるリトル・フィールド（Littlefield）で回収されたタイルは、残骸の中で最も西の地点で発見されたものであった。
- 午前8時59分15秒（EI+906）、MMACSが飛行司令官に対し、左側降着装置のタイヤの圧力が2つとも失われていることを報告した。飛行司令官はCAPCOMに対し、管制室がタイヤの圧力の喪失について検討中であることと、飛行制御チームが最後の会話を聞き取れなかったことを乗組員たちに伝えるよう指示した。
- 午前8時59分32秒（EI+923）、機体の破壊に関する機長の発言が録音された。「了解。あー、バ…（ここで録音が途絶える）」。これが管制室が飛行士と交わした最後の会話であり、また最後の録音であった。
- 午前8時59分37秒（EI+928）、機体の操縦に必要な油圧が完全に失われた。このとき操縦室内には警報音が鳴り響き、飛行士たちは深刻な事態が発生していることに気づいていたはずであった[13]。
- 午前9時00分18秒（EI+969）、テキサス州ダラス周辺で、機体が無数の破片に分解し複数の飛行機雲が東に向かって尾を引いて行く光景が地上から目撃され、また録画された。管制室はこの時点では信号が送られてこなくなったことに対する懸念はあったものの、重大な事故が発生したことを自覚していなかった。午前9時00分18秒まで船内の気圧は正常で、乗組員はまだ意識があり事態に対処していた可能性がある[13]。
- 午前9時05分、テキサス州中北部、特にタイラー付近の住人が、「ドーン」という衝撃音とともに微弱な振動を感じ、ダラス東部の快晴の空の中に破片が軌跡を描いていくのを目撃したと報告した。
- 午前9時12分39秒（EI+1710）、シャトルが空中分解したという報告を受け、飛行司令官は緊急事態（機体が喪失したことを意味する）を宣言し、破片が飛散した地域の捜索救助隊に協力を依頼した。また彼は地上指揮官（Ground Controller, GC）に対し、「GC、こちら管制室。すべての出入り口を閉鎖せよ」と命じた。2分後、管制センターは緊急時対応を実施し、すべての人間は管制室に出入りすることが許されなくなった。また飛行司令官は後の調査のためにすべての飛行データを保存した[14]。

## 大統領の反応
第43代合衆国大統領ジョージ・W・ブッシュは事故の一報を受け、滞在していたキャンプ・デービッドからホワイトハウスに移動。事故原因の究明を指示し、東部標準時14時04分、全米に向けてテレビ演説を実施。「本日、我が国に大きな悲しみをもたらす痛ましい出来事が起こりました。コロンビア号が失われたのです。生存者は1人もおりません」との声明を発表した。しかしながらブッシュは、「彼らが命を失うことになった宇宙への旅は、今後も続くのです」と、この事故に関わらずアメリカは宇宙開発計画を継続することを誓った。
この演説は1986年1月28日のチャレンジャー号爆発事故発生時に、当時の大統領ロナルド・レーガンが行った追悼演説を踏まえたものである。
日本時間2月2日午前7時台に放送された『NHKニュースおはよう日本』にて日本放送協会ワシントン支局の手嶋龍一支局長（当時）は、この演説を、「イラク戦争を前にした中で、米国民の結束を乱したり自信を失う事のない様、配慮したもの」と報じた。

## 残骸の回収
飛行士の遺体を含む残骸は、テキサス州東部の過疎地からルイジアナ州西部およびアーカンソー州南西部に至るまでの2,000ヶ所以上の地域で発見され、特にダラスから南東へ約290km離れたナカドーチェスで回収された物が多かった。事故発生から1か月間、かつてないほどの大規模な捜索が行われた。NASAは国民に対し、残骸の中には姿勢制御用ロケットエンジン燃料のヒドラジンなど猛毒の有害物質もあるので決して手を触れてはいけないこと、発見した場合は直ちに地元の警察・消防や政府機関に報告すること、また許可を得ない者が勝手に私有した場合は処罰されることなどを警告した。破片は広範囲に飛散したため、多数のアマチュア無線家がボランティアとして参加し、通信連絡を支援した。
微生物学者のキャシー・コンリー（Cassie Conley）は、無重力が生体に与える影響を調査するためC.エレガンス（Caenorhabditis elegans）と呼ばれる、成虫で1mmほどになる線虫をシャーレに入れ、アルミニウムの容器で密封してコロンビアに搭載した。それらは再突入時の熱や地表に激突した際の衝撃にも耐え、事故から数週間後に回収され、2003年4月28日まで生息していたことが確認された。
捜索隊のパイロット、ジュールス・F・マイアーJr（Jules F. Mier Jr.）と航空専門家のチャールズ・クレネック（Charles Krenek）は、捜索活動中にヘリコプターの衝突事故で死亡した。この事故では、他に3名の重軽傷者が出た。
テキサス州の数名の住人は残骸を発見したもののNASAの警告を無視し、インターネットオークションのeBayで競売にかけようとした。開始価格は1万ドルであった。このオークションは即座に中止されたが、コロンビアのプログラムや写真・破片などの「商品価格」は事故後に瞬く間に跳ね上がり、「コロンビア関連商品リスト」なるものまでが作り出された。不法に取得された残骸を回収するために3日間の猶予期間が与えられ、数百個の破片が提出されたが、およそ4万個以上のものは未だに行方不明である。回収された残骸の中で最大のものは、着陸脚、窓枠、機首のノーズ・コーン（Nose Cone）などである。
2008年5月9日、コロンビアに搭載されていたコンピューターのディスクドライブに記録されていたデータが残っていたことが公表された。これは剪断応力の特性についての実験データを保存したもので、340MBのドライブのうち一部は破損していたものの、データを保存していた部分は無傷であった。
2011年7月、旱魃（かんばつ）のため水位が低下したテキサス州東部のナコドチェス湖北部の地点から、機体に電力と水を供給していた直径約1.2メートルのタンクが泥に覆われた状態で見つかり、同月29日、NASAに連絡があった。同8月、回収される。ナコドチェス湖とその周辺では事故直後にも機体の破片などが見つかっている。

### 機体搭載ビデオ
回収された残骸の中に、再突入開始時に飛行士が撮影したビデオテープの映像があった。15分ほどの映像の中では、飛行士たちは互いにジョークを交わしながら正常に手順をこなしており、異常が発生したような兆候は何一つうかがえなかった。
画像には操縦席にいる飛行士たちが手袋をはめ、前方の窓の外に見えるプラズマの火炎（再突入時に起きる、通常のできごとである）を撮影するためにカメラを手渡すところなどが映されていて、機体が崩壊する約4分前で終了していた。
通常の飛行では撮影は着陸するまで続けられるはずで、スコット・アルトマン（Scott Altman）飛行士がウェブ上で語ったところによれば、「テープの残りの部分は事故のために消失したのだ」という。

## 初動捜査
NASAのシャトル運営管理官ロン・ディットモアは、「計器が最初に示したのは左主翼の温度計と油圧系が失われたことで、続く数秒あるいは数分のうちに、左主脚タイヤの圧力消失や構造部の過熱など、問題が続けて発生した」と報告した。データ破損のために初めは放置されていた31秒間分のテレメトリデータを後に解析したところ、シャトルはどうにか方向を維持しようと悪戦苦闘しており、最後は姿勢制御システムを最大推力で噴射していた。
調査では、最も初期から断熱材の衝突が注目されていた。離陸の際に氷や破片が衝突して機体に損傷を負わせることは既に知られており、特に STS-45やSTS-27、STS-87などでこれまでにも既に起きていた。コロンビア号の喪失後、NASA当局は剥落の原因は恐らく製造不良にあると結論し、断熱材を欠陥なく装着するようルイジアナにあるミーシュー組立工場の従業員を再訓練した。
過去には極低温の外部燃料タンク（ET）から融除された断熱材が耐熱タイルに損傷を与えたこともあった。1999年、それまで断熱材の吹き付けに用いてきたフロンガスが、オゾン層を破壊するおそれがあるとして使用が禁止された。NASAはCFC-11（トリクロロフルオロメタン）の法的な使用制限からは除外されていたが、何れにしても仕様を変更していたため、事故との関連が疑われた。STS-107のETは旧型の軽量タンク（超軽量タンクの前身で、どちらも初期型の標準重量タンクを改良して作られたものである）で、表面の広い円筒形の部分にはフロンガスを使用しない新型の発泡断熱材が使われていた。しかし、バイポッド・ランプ（写真参照）の部分は BX-250 断熱材を適用しており、これは環境保護庁の規制対象外であり実際にも元のフロンを含む組成を用いていた。このため組成の変更は事故とは無関係だった。いずれにせよ、本記事でも前出の通り、元の組成の断熱材でも剥落は頻繁に起きていた。

## コロンビア号事故調査委員会

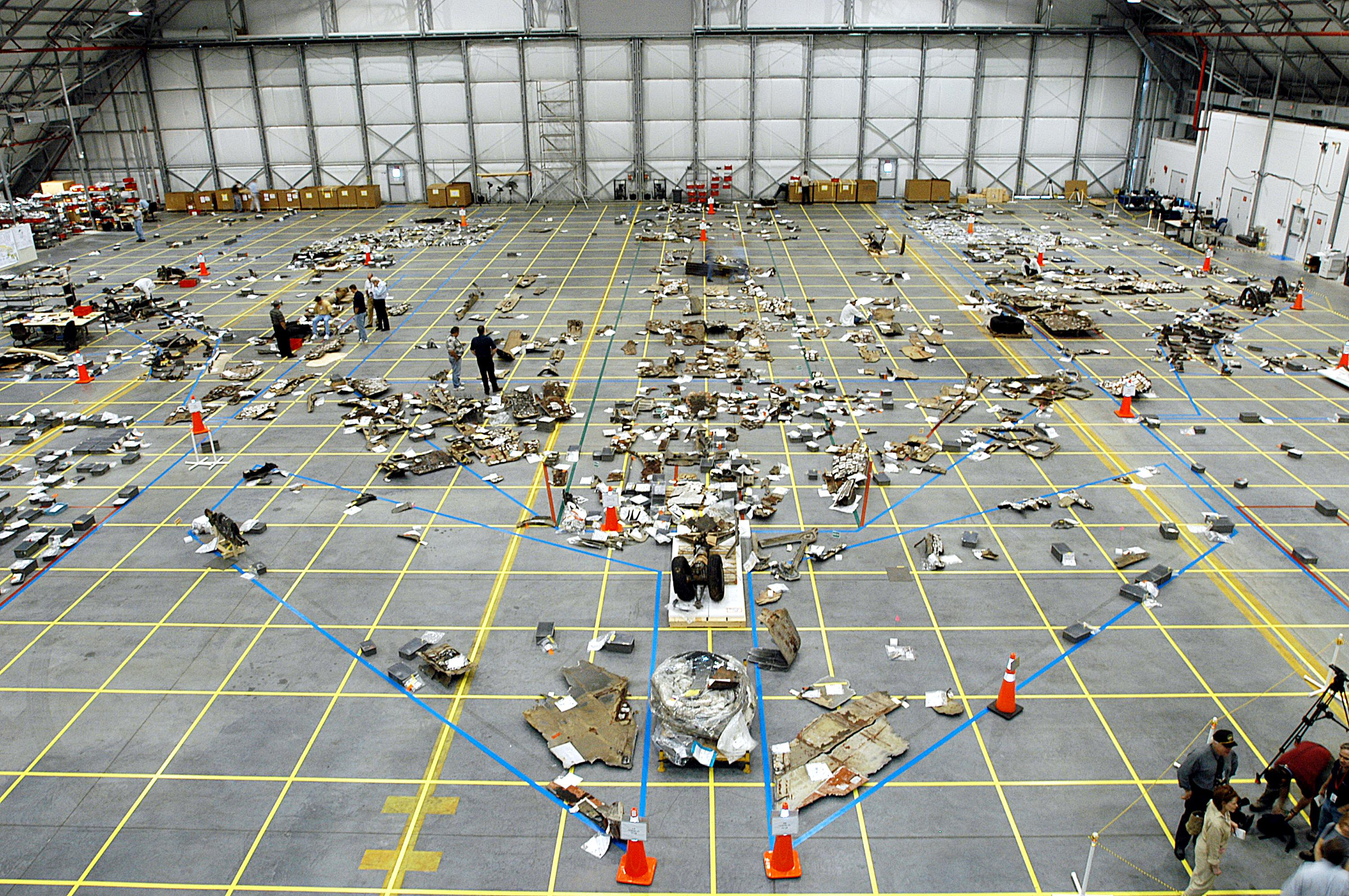
機体復元作業の様子。軌道船整備用格納庫の床に格子線を引き、作業員が該当箇所に破片を置いている。

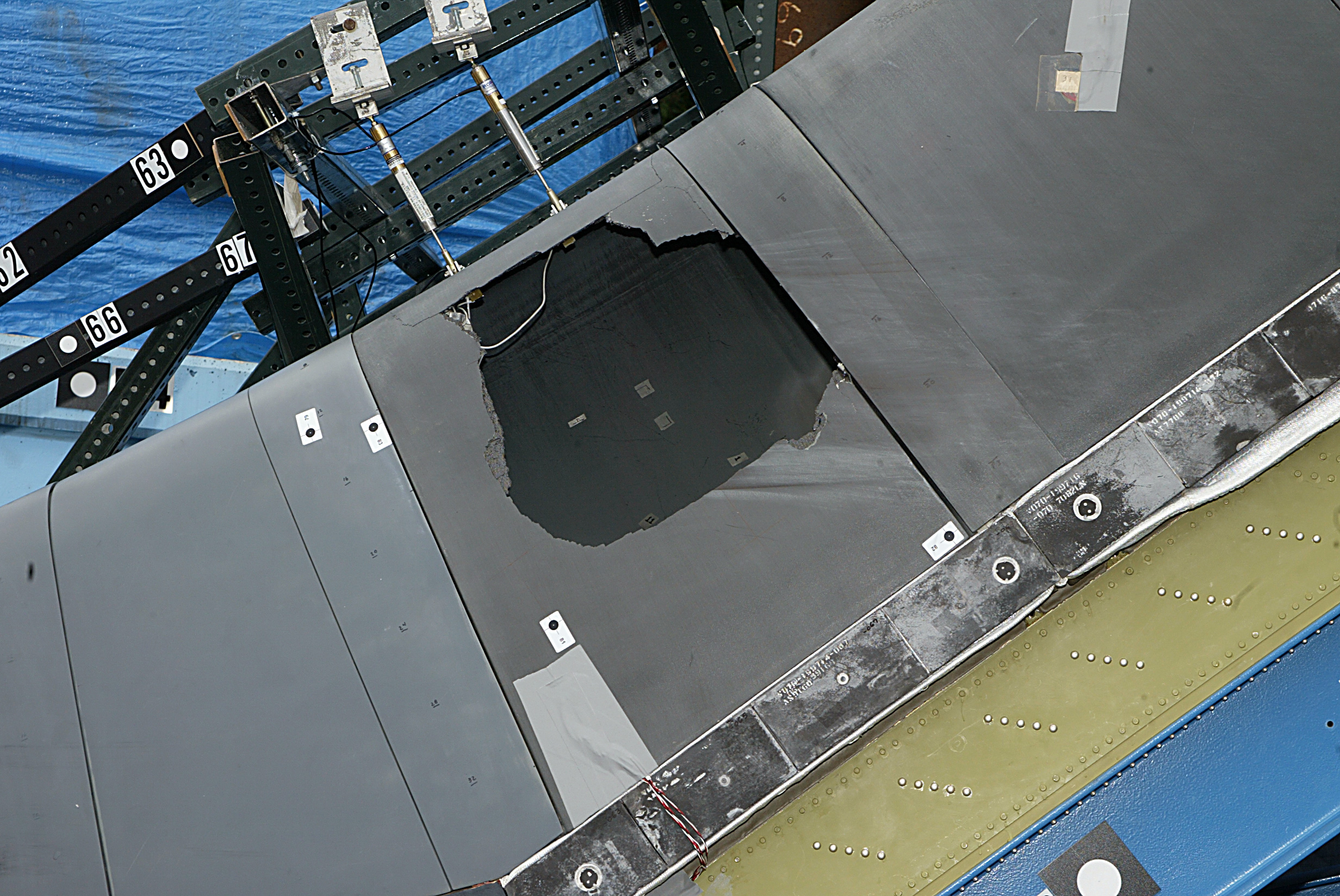
ディスカバリー号の部品を使用して作成された強化カーボン耐熱パネルの衝突試験用模型。コロンビア号の状況を再現した実験では、パネルに大きな穴が開いた。

事故発生直後、チャレンジャー号事故の後に作成された議定書に従い、直ちに軍や民間の専門家らによって組織された「コロンビア号事故調査委員会（Columbia Accident Investigation Board, CAIB）」が結成され、広範かつ多岐にわたる調査を開始した。
2003年3月20日、テキサス州ヘンフィル（Hemphill）付近でコロンビアの飛行データを記録したレコーダーが発見された。民間旅客機とは違い、シャトルは事故が発生した際の原因究明を目的としたフライト・レコーダーのようなものは搭載しておらず、通常はすべてのデータはリアルタイムで地上に送信されている。だがコロンビアはシャトルの初号機ということもあり、技術者たちが機体の特性をよりよく把握できるよう、初飛行の時に「軌道船実験（Orbiter Experiments, OEX）レコーダー」が設置されていた。OEXレコーダーは試験飛行が終わった後も取り除かれることはなく、この事故が起きるまでずっと機能していた。その結果、ここには数百種もの軌道変数や機体構造にかかった負荷など様々なデータが記録されることになり、CAIBが機体崩壊の過程を再構築するための大きな手がかりとなった。翼に設置されていたセンサーからの信号が途絶えた事実も、化学分析で有名なリーハイ大学で行われた分析作業や、発生した可能性のある事実に関して最終的な結論を得るための試験の考慮材料となった。
2003年7月7日、サウスウェスト研究所（Southwest Research Institute）において、空気銃を使用してコロンビアで剥落したものと同じ質量の断熱材を、同じ速度で強化カーボン（RCC）パネルに激突させる衝突試験が行われた。これはバードストライクの影響を調べる為に鶏肉を航空機の窓・エンジン・胴体などに衝突させる実験（チキン・ガン）を応用したもので、NASAが保管していたエンタープライズ用のRCCを金属の枠組みの上に設置して左主翼の状態を再現し、数日間にわたって様々な角度から数十個もの破片を衝突させたが、ほとんどは表面にひびが入る程度であった。だが実験の最終盤、高速で射出されたある破片が、ついに41×42.5cmほどの穴を空けるのが確認された。発泡スチロールのように軽い物質であっても、衝突速度が高ければ十分にRCCを破壊する威力があるのが証明されたのである。
8月26日、CAIBは調査報告書を発表し、離陸の際に剥落した発泡断熱材が左主翼前縁を損傷させたことが事故の直接的な原因であると結論づけた。また報告書は、そもそも問題の根底にあるNASAの精神風土についても深く追及し、その意志決定過程や危険に対する認識の甘さなどを厳しく非難した。NASAは組織とプロセスとに重大な欠陥があり、誰が責任者かに関わらず、安全面における妥協を招いていた。一例を挙げれば、シャトル計画全体の管理官は一人の人間が担当し、安全と進行およびコストの削減について責任を持つのだが、これらはしばしば対立するものである。CAIBは、NASAが過去何度かの飛行において、計画を完了させるために安全基準を逸脱するような行為をしていたことを発見した。たとえば耐熱タイルというのは非常にもろく壊れやすい素材で、強い衝撃に耐えられるように作られてはおらず、これまでに何度も損傷を受けていることが発見されたのだが、何ら具体的な対策を施されることがなかった。委員会はこのような体質についても改善を行うことを強く勧告した。
2008年12月30日、NASAは「宇宙船搭乗員の生存に関する統合調査チーム」第二委員会が作成した、「コロンビア号搭乗員生存調査報告書」を発表した。NASAがこの委員会を発足させたのは、コロンビア号事故で発生した現象、特に飛行士の生存に影響を与えたできごとを包括的に分析し、将来的に開発されるすべての有人宇宙船に搭乗する飛行士の生命の安全保障を促進するためであった。報告書は、「コロンビアの減圧は、飛行士が搭乗室の与圧の確保に対処する間もなくきわめて短時間のうちに発生したため、彼らは数秒のうちに意識を失ったと考えられる。空気の循環系統はそれでもしばらくのうちは機能していたが、急激な気圧の低下の影響は大きく、飛行士たちは二度と意識を取り戻すことはなかった。この減圧こそが、搭乗員たちに対して致命的なできごとであった」と述べた。
報告書はまた、
- 数名の飛行士は、安全対策を怠っていた。何人かの者は保護用のグローブをはめていなかったし、また1名はヘルメットをかぶっていなかった。今後は宇宙飛行士たちに帰還の際の安全対策を徹底させることが望まれる。
- 座席のシートベルトは、墜落の際に引きちぎられていた。残る3機の軌道船（ディスカバリー、アトランティス、エンデバー）のベルトは、いずれも以前に交換されたものである。

と指摘した。この報告書の要点は、将来に開発される宇宙船の生命保護装置は、飛行士の手動操作に頼るものであってはならないということであった。

### 考えられた対応策

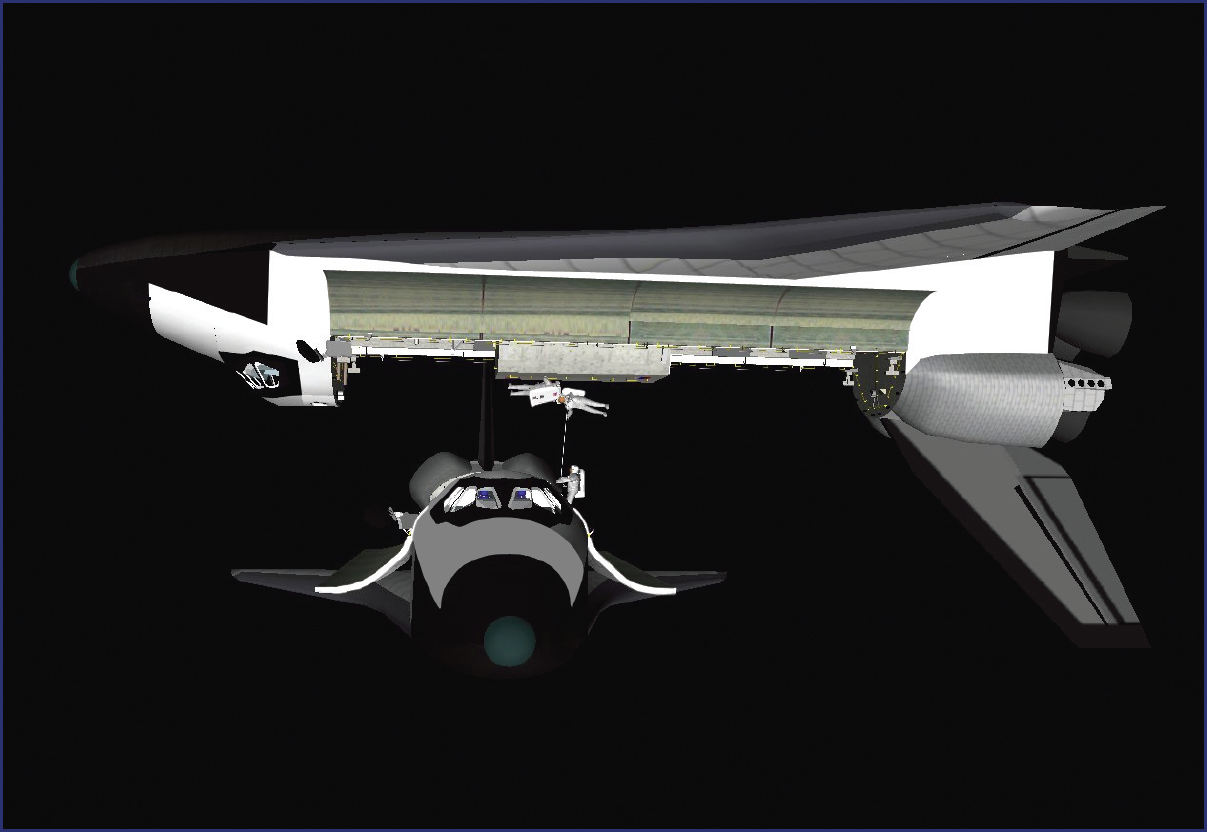
アトランティスを使用したコロンビアの救出案

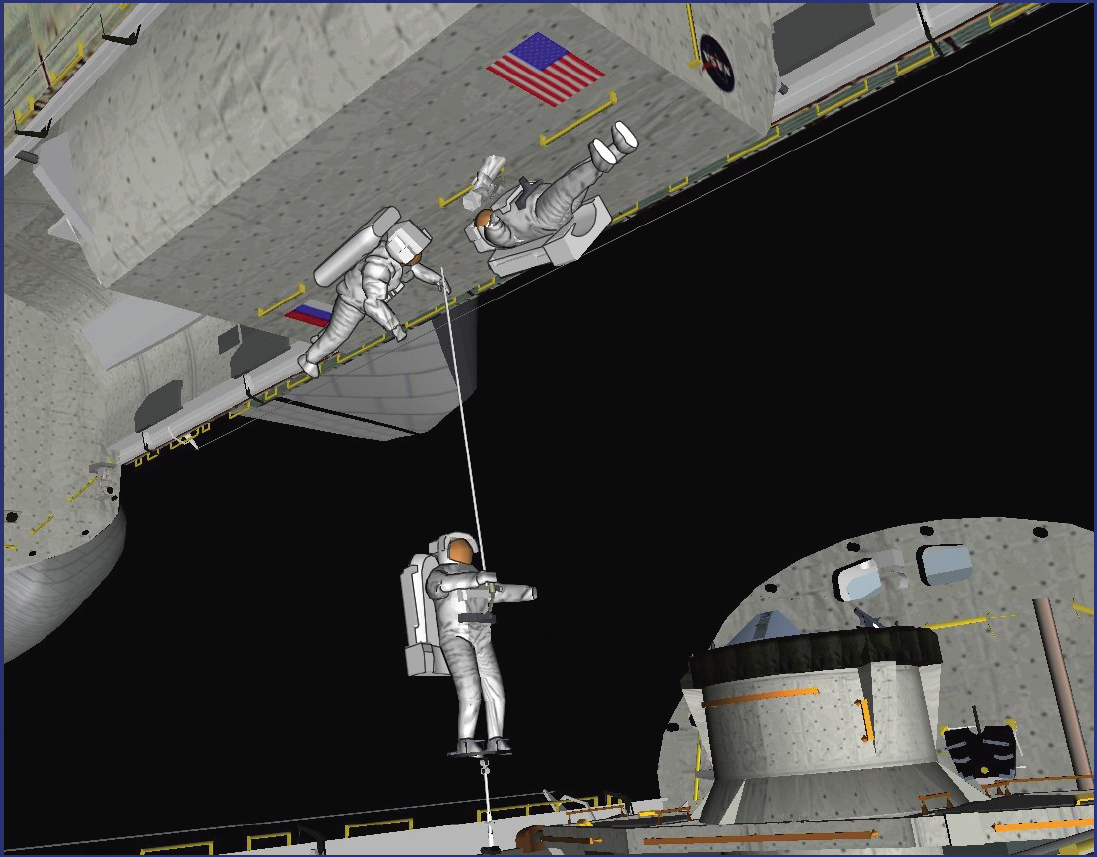
船外活動による救出案

CAIBは、もしNASAが直ちに行動していれば、リスクは高いながらも救出策を実行することは可能だったと断定した。この場合2つの案が考えられ、1つは当時発射準備作業中であったアトランティスで救出に向かうものであり、もう1つは船外活動（EVA）によって破損した左主翼の熱保護システムを修復するというものである。CAIBによれば、いずれもNASAが即時に決断していれば実行可能なものであった。
シャトルの発射準備には相当な期間が必要とされ、またいったん宇宙に行ってしまえば軌道を周回している間に使用する消耗品（電力・水・空気など）の量には限りがあるため、通常は救出用のシャトルを打ち上げることは不可能である。しかしながらこの時はアトランティスが3月1日発射予定のSTS-114に向けて準備に入っていたし、またコロンビアも国際宇宙ステーション建設調査のための軌道滞在期間延長機器（Extended Duration Orbiter package）を搭載していた。このためCAIBは、コロンビアは最長で2月15日までは軌道に滞在することが可能であったとし、またNASAの調査官もアトランティスは安全項目の点検をおろそかにすることなく2月10日までには発射を行うことができたとした。従ってもし何も問題が発生しなければ、5日間の余裕を持って飛行士の救出が可能だったということになる。
またNASAは飛行士がEVAによって破損箇所を修理する方法も、修復用素材の復元力が不確実であるためにリスクは高いとしながらも、行うことは可能であったとした。通常、カメラで機体を撮影したり飛行士を翼のところまで運ぶ際にはカナダ・アーム（Remote Manipulator System, RMS）が使用されるが、コロンビアにはRMSが搭載されていない。そのため点検作業を実行するためには、通常時にはない特殊なEVAを行うことが要求される。しかしながら、たとえそのような準備がなされていなかったとしても、飛行士たちは想定外の船外活動を行うことは常に地上で訓練していた。たとえば軌道船底面には、外部燃料タンク（ET）との接続器が設置されている。発射時にはここを介してメイン・エンジンに燃料と酸化剤が供給され、ETが切り離されたあとは保護ドアを閉鎖して供給口がふさがれるようになっているのだが、もし何らかの理由でドアが閉じられなかった場合には、そこから熱が侵入して軌道船が崩壊することになる。このような事態を想定して、飛行士が手でドアを閉めに行く訓練は地上で何度も行われていた。この方法を応用すれば、主翼のところまで行って点検と修理作業を行うことは可能なはずであった。CAIBは、飛行士が船室からチタンその他の素材を持ち出して翼を修復する方法についても言及した。穴が開いた箇所に水が詰まったバッグを押し込み、その上に応急処置として耐熱素材をかぶせる。水は宇宙空間で氷結して補強材となり臨時の断熱材を内側から支え、機体の表面に乱流が発生して温度が過度に上昇するのを防いでくれるであろう。NASAはこの修復方法で果たして本当に大気圏再突入が実行できるのかは確認できないとしたが、少なくとも何も手を打たないよりは飛行士が生還できる可能性は高かったはずである、としている。

## 事故の社会的影響

### テロリズムへの恐怖
最初の頃の報道で、コロンビアはテキサス州パレスチナ（Palestine）の上空で爆発したと伝えられ、また搭乗員の中には、イスラエル人初の宇宙飛行士でイラク原子炉爆撃事件に参加したイラン・ラモーンが含まれていたことから、当初はテロではないかとの噂が広まった。
テロリストが関わっていたことをうかがわせるような証拠は何一つ発見されていないが、発射時および帰還時における関連施設の安全対策は、いかなるテロ攻撃も排除すべくより一層強化された。メリット島（Merrit Island）発射基地は同時多発テロ以降、他の政情不安定な国にあるすべての発射施設と同様に安全管理対策をさらに厳重にした。アメリカ国土安全保障省のゴードン・ジョンドロー（Gordon Johndroe）広報官は、「コロンビア号事故がテロであることをうかがわせるような情報は、現在までのところ存在しない」と語った。

### 紫色の航跡
サンフランシスコ・クロニクル紙は、あるアマチュアの天文学者がコロンビアが大気圏に再突入する様子を撮影した際、機体の近くに紫色の航跡が5秒間にわたって現れるのをとらえたと報道した。CAIBは、これは露光時間が長くカメラがぶれたために起こったものであると結論づけた。

### イメージ映像
1998年に公開された映画「アルマゲドン」の冒頭でシャトルが宇宙空間で爆発する場面が、事故のイメージ映像としてニュース等でしばしば使用された。この映画ではアトランティス号が隕石の衝突によって軌道上で爆発したことになっているが、コロンビアは大気圏再突入中に空中分解したのである。また当日の夜にテレビで放映される予定だったアルマゲドンは、事故の影響もあって「エイリアン」に差し替えられた。

## 記念

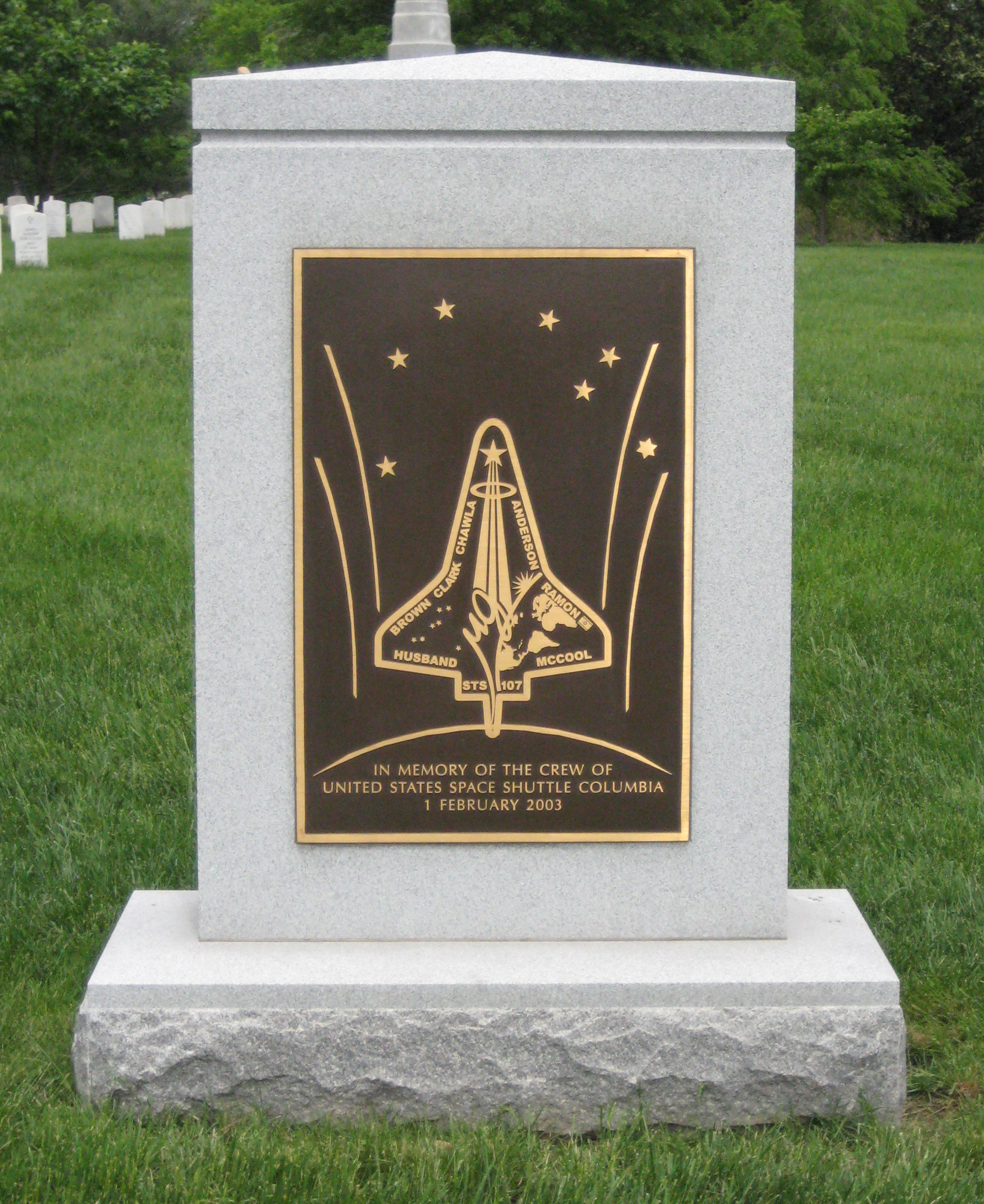
アーリントン墓地にあるコロンビア号慰霊碑

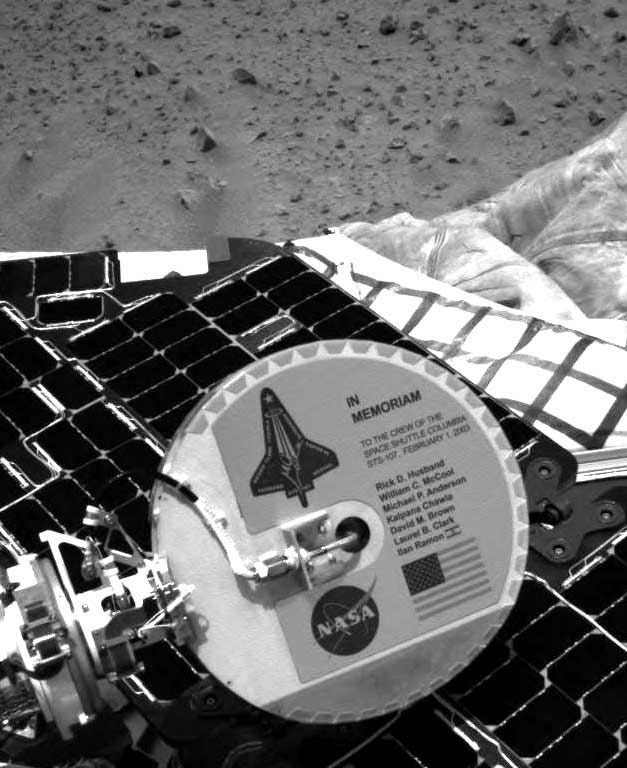
火星探査機スピリットに搭載された、コロンビア号記念プレート

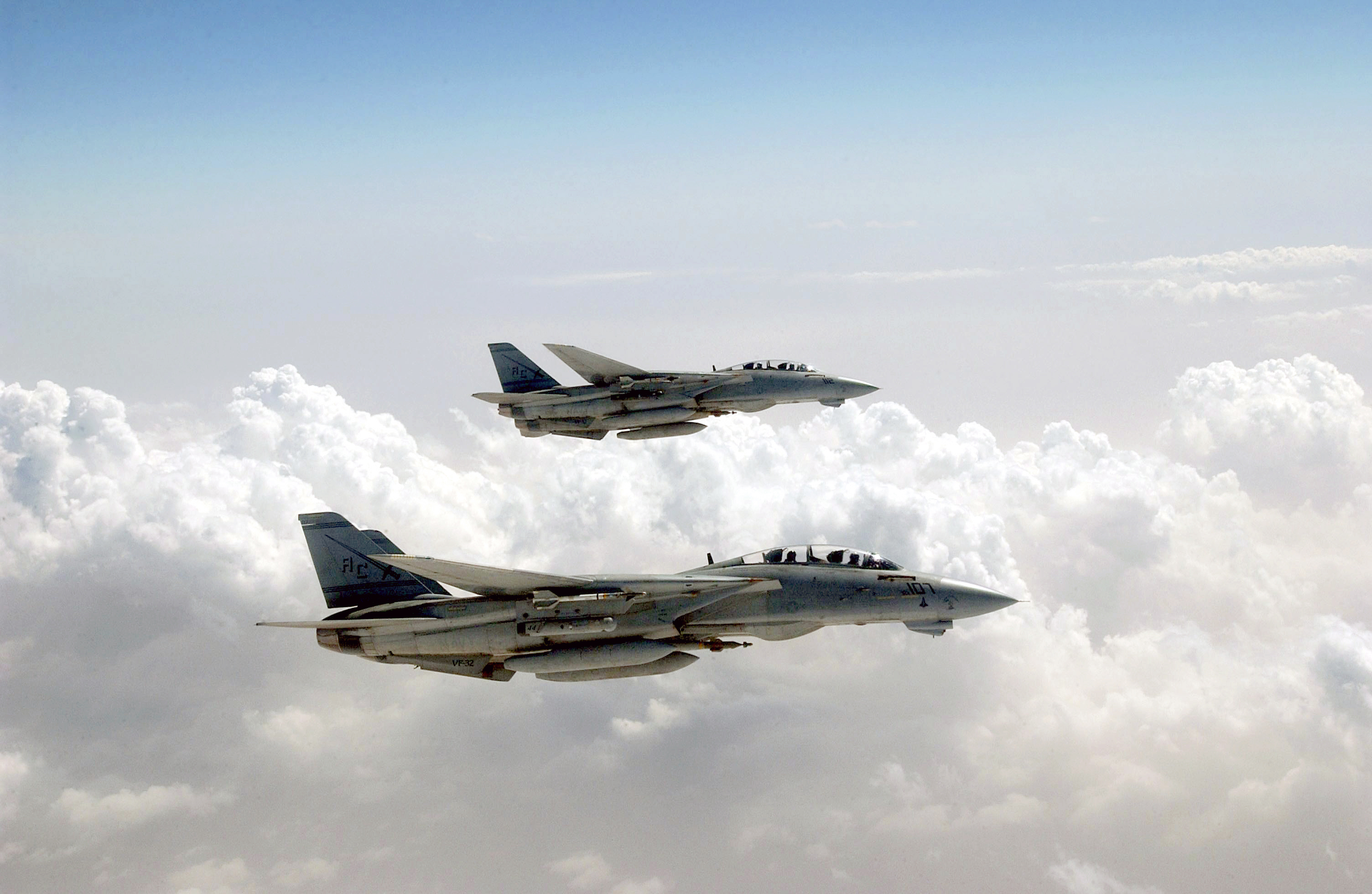
コロンビア号の乗員を追悼するマーキングを施したアメリカ海軍第32戦闘飛行隊のF-14B Bu.No.163224 AC-107（2003年4月9日撮影）

2003年2月4日、ブッシュ大統領とローラ夫人は飛行士の遺族たちをジョンソン宇宙センターで行われる追悼式典に招待した。またその2日後、チェイニー副大統領とリン夫人はワシントン大聖堂に政府関係者や市民の代表者を招き、同様の行事を行い弔意を表した。式典では歌手のパティ・ラベル（Patti LaBelle）が「そこに至る道（ウェイ・アップ・ゼア、Way up There）」を歌った。
3月26日、下院科学委員会はアーリントン国立墓地にSTS-107の搭乗員の慰霊碑を建てる予算を承認した。同墓地には、チャレンジャー号の慰霊碑も建てられている。10月28日、ケネディ宇宙センター来訪者用複合施設のスペース・ミラー・メモリアルに搭乗員たちの名が刻まれた。
大リーグのヒューストン・アストロズは宇宙計画にちなんでチーム名を冠し、ジョンソン宇宙センターのあるヒューストンに本拠地を置く。2003年4月1日の公式戦開幕日には搭乗員の家族と友人7名を招待し、始球式では彼らに一斉にボールを投げ込んでもらった。国歌斉唱の際には、コロンビアの最後の飛行に携わった関係者を含む107名のNASAの職員が星条旗を持ってグラウンドに入場した。またアストロズの選手たちは、この年はシーズン終了まで袖に喪章をつけてプレーをし、ダグアウト周辺にある広告もすべてSTS-107の表象に置き換えられた。
2004年、ブッシュ大統領はチャレンジャーとコロンビアで死亡した14名の飛行士に宇宙名誉勲章を追叙した。
NASAは様々な地名にコロンビアやその搭乗員の名を冠している。2001年7月にパロマー天文台が発見した7個の小惑星は、それぞれ51823リック・ハズバンド、51824マイク・アンダーソン、51825デイビッド・ブラウン、51826カルパナ・チャウラ、51827ローレル・クラーク、51828イラン・ラモーン、51829ウィリー・マッコールと名づけられた。
また火星に着陸した探査機スピリットの高利得アンテナにはコロンビアの表象が描かれており、さらにスピリットの着陸地点は「コロンビア・メモリアル・ステーション」と命名された。着陸地点の東にある7つの丘も「コロンビア・ヒルズ」と名づけられ、それぞれに飛行士の名が冠せられている。特にその中のハズバンド・ヒルには移動探査機が直接上り、土壌の採掘を行った。地上においては、NASAの「国立科学気球観測所」が「コロンビア科学気球観測所」と改名された。
他のところではテキサス州アマリロの空港が、船長の名と土地名を借りて「リック・ハズバンド・アマリロ国際空港」に改称された。またアンダーソン飛行士が卒業した高校があるワシントン州チェニー（Cheney）を通る州道904号線は、「マイケル・P・アンダーソン記念高速道路」と名づけられた。サングレ・デ・クリスト山脈のキット・カーソン山（Kit Carson Peak）とチャレンジャー・ポイントの近くにある山は「コロンビア・ポイント」と改名され、2003年8月には記念碑が置かれた。フロリダ技術大学、クレイトン大学、テキサス大学アーリントン校、ブレバード（Brevard）公立学校にある7つの寄宿舎には、それぞれ飛行士の名が冠せられた。NASAと関連の深いアラバマ州 ハンツビルのハンツビル教育学区では、最新設の高校がコロンビアと命名された。グアム島の防衛学部の小学校は、ウィリアム・C・マッコール小学校とされた。カリフォルニア州パームデール（Palmdale）市のM大通りは、失われたシャトルの機体と飛行士を祈念して「コロンビア通り」と名づけられた。
2004年10月、上下両院は「ドウニー・カリフォルニア宇宙科学教育センター」を「コロンビア記念宇宙科学教育センター」と改名する決議案を可決した。この議案はルシール・ロイバル・アラード（Lucille Roybal-Allard）下院議員から提議され、カリフォルニア州議会からも付随して提出されたもので、同施設はコロンビアとチャレンジャーを含むすべてのシャトルを製造した工場の跡地に建てられたものであった。
アラバマ州マックスウェル空軍基地にある空軍中隊学校は、同校の講堂にカーネル・ハズバンドの名をつけた。ハズバンドは当学の優秀な卒業生であった。
NASAは最新のスーパーコンピューターをコロンビアと命名した。
アフガニスタンにある海軍合同軍事基地は、「マッコール基地」と名づけられた。またテキサス州ラボックのコロラド高校の運動場は、同校の卒業生だったマッコールを記念して「マッコール・トラック競技場」とされた。
イラクの自由作戦に従軍していた航空母艦ハリー・S・トルーマンに乗艦していた第32戦闘飛行隊のF-14B戦闘機のうち、Bu.No.163224 機体番号AC-107はコロンビア号の乗員を追悼するため、機首左舷に飛行機雲を曳いて飛ぶSTS-107計画の表象を、機首左舷にはSTS-107計画の表象のほかにも機体番号の前に「STS」の文字列を付して「STS107」となるようにした。このマーキングは第32戦闘飛行隊がハリー・S・トルーマンを下艦し陸上基地へ移駐する2005年4月頃まで維持され続けた。
テキサス州東部のチェロキー（Cherokee）に建設が予定されている貯水池は、「コロンビア湖」となることが決まっている。
2003年2月5日、インド宇宙研究機関は同国の気象衛星METSATを、インド出身の宇宙飛行士カルパナ・チャウラを記念して「カルパナ-1」と命名した。

## 宇宙開発計画に与えた影響
コロンビア号を喪失したことにより、シャトル計画は一時的な中止を余儀なくされた。またシャトルは国際宇宙ステーション（ISS）の区画を宇宙に運搬する唯一の手段であったため、ISSの建設にも大幅な遅延が生じた。この間物資の補給にはロシアのプログレス補給船が、飛行士の送迎には同じくロシアのソユーズ宇宙船が使用され、ステーションの運営は最小人員の2名でまかなわなければならなくなった。
2003年7月下旬にAP通信が行った世論調査では、アメリカ国民は依然として宇宙開発計画を強く支持していることが明らかになった。調査では全体の3分の2がシャトルの飛行を続けるべきだとし、宇宙開発に予算を投入することに賛成した者は4分の3に達した。また火星への有人探査がよい考えだと思う者は49%、反対だと思う者は42%で、教師のような民間人を宇宙に送ることに賛成する者は56%、反対する者は38%であった。
事故から1年も経たない頃、ブッシュは「宇宙開発の展望」を表明し、その中でシャトルは国際宇宙ステーション建設において「関係各国に対する我々の責務を果たすべく」今後も飛行を続けることを命じ、2010年のISSの完成とともに退役させ、その後は月面着陸や火星飛行のために新規に開発された「有人開発船（Crew Exploration Vehicle）」に置き換えることを明らかにした。NASAは2004年9月頃までにはシャトルを復帰させたいと考えていたが、実際には2005年7月にまでずれ込んだ。
2005年7月6日午前10時39分（東部標準時）、最初の「リターン・トゥ・フライト（飛行再開）」ミッションとして野口聡一飛行士が搭乗するディスカバリー号が発射台を離れた。そのSTS-114は全体としてはきわめて成功裏に終了したが、またしても外部燃料タンクのいくつかの部分から断熱材が剥落するのが確認された。破片が軌道船と衝突することはなかったが、NASAは原因分析と対策のため、次回以降の発射の延期を決定した。8月9日、着陸地点の天候不順のため再突入の日程は2日遅れたものの、 アイリーン・コリンズ（Eileen Collins）船長とジム・ケリー（Jim Kelly）飛行士の操縦により機体は無事に帰還した。この月の終わり、ルイジアナ州ニューオーリンズにある外部燃料タンクの製造工場「ミシャウド（Michoud）組立施設」がハリケーンカトリーナの被害を受けた。このため当時進行中だったすべての作業は9月26日までキャンセルされ、シャトルの飛行は2ヶ月あるいはそれ以上の遅延を余儀なくされるのではないかと懸念された。
2度目のリターン・トゥ・フライト計画STS-121は、発射台周辺の雷雲と強風の停滞による2度の延期の後、技術主任と安全主任の反対があったものの2006年7月4日午後2時37分55秒（米東部夏時間）に決行された。この飛行により、ISSの長期搭乗員は3名に増えることになった。直前になってETの発泡断熱材に130mmの亀裂が発見されたため安全への影響が懸念されたが、飛行運営幹部は発射を決定した。ディスカバリーは7月17日午前9時14分43秒（東部夏時間）、ケネディ宇宙センター15番滑走路に無事着陸した。
2006年8月13日、NASAはSTS-121では予想していた以上の断熱材の剥落があったことを公表した。このことが影響したわけではなかったが、次のSTS-115の発射は当初8月27日に予定されていたものの、ハリケーン「エルネスト（Ernesto）」がフロリダを直撃して機体が落雷の被害を受けたり、またETのセンサーに故障が発生するなど天候や技術上の問題があったため9月9日まで延期された。9月19日、軌道上で船体のすぐ近くに何かの物質が漂っているのが発見され、その検証のために帰還が数日遅れたが、結局機体には何も損傷を受けていないことが明らかになったので、アトランティスは9月21日に無事帰還した。
2008年12月30日、NASAはコロンビア号搭乗員の検死報告書を公表し、その中でオリオンなどの将来の宇宙船においては、搭乗員が生存できる可能性をさらに高めなければならないと言及した。そのための対策としては、飛行士の座席への束縛方法の強化、船室の急激な減圧に対するより効果的な対処方法の発見、仮に壊滅的な事故に陥った場合でも飛行士が生存できるような「ゆるやかに崩壊」する機体の開発、自動パラシュート装置の設置などが挙げられている。

## 関連作品

### 映像作品
- ドキュメンタリー「衝撃の瞬間3」第1回『コロンビア号、最後の飛行』（ナショナルジオグラフィックチャンネル）
- ドキュメンタリ－「コロンビア号 最後の16日間」（ディスカバリーチャンネル）
- ドキュメンタリ－「スペース・シャトル 発射までの舞台裏」（ディスカバリーチャンネル）
- ドキュメンタリー「THEぶっちぎりTV」2012年8月11日放送回
- 世界大惨事大全「スペースシャトル コロンビア号 空中分解事故」（NHK BSプレミアム）

### オーケストラ作品
セブン～コロンビア号事故の犠牲者の追悼～(ペーテル・エトヴェシュ作曲):諏訪内晶子のヴァイオリン独奏、NHK交響楽団により日本初演された。